# Agrostis hyemalis
Agrostis hyemalis é uma espécie de gramínea do gênero Agrostis, pertencente à família Poaceae.